# Stazione meteorologica di Passo della Cisa
La stazione meteorologica di Passo della Cisa è la stazione meteorologica di riferimento per il servizio meteorologico dell'Aeronautica Militare e per l'Organizzazione meteorologica mondiale, relativa all'omonimo valico appenninico.

## Caratteristiche
La sua esistenza è già documentata nella carta delle stazioni meteorologiche del Servizio Meteorologico dell'Aeronautica Militare del 1932 e dal 1946 ha ripreso a funzionare senza soluzioni di continuità fino alle ore 18 di venerdì 20 aprile 2018; da tale data la stazione è risultata sospesa al servizio fino al 23 settembre 2019 per mancanza di personale osservativo. 
La stazione meteorologica è situata nel punto di passaggio tra l'Italia nord-occidentale e l'Italia centrale, in prossimità dei confini regionali tra Emilia-Romagna e Toscana, dei confini provinciali tra la provincia di Parma e quella di Massa e Carrara e dei confini comunali tra il comune di Berceto e quello di Pontremoli, a 1.040 metri s.l.m. e alle coordinate geografiche 44°28′18.51″N 9°55′42.36″E.
Considerata l'altitudine a cui si trova, è annoverabile tra i teleposti di montagna e, assieme alle stazioni meteorologiche di Monte Cimone, Passo Porretta e Rifredo Mugello (tutte quante ufficialmente riconosciute dall'Organizzazione meteorologica mondiale), costituisce uno dei punti di riferimento fondamentali per l'analisi e lo studio della sinottica che caratterizza l'intera catena dell'Appennino Tosco-Emiliano.
La stazione effettua rilevazioni orarie con osservazioni sullo stato del cielo (nuvolosità in chiaro) e su temperatura, precipitazioni, umidità relativa, pressione atmosferica con valore normalizzato al livello del mare, direzione e velocità del vento.

## Medie climatiche ufficiali

### Dati climatologici 1971-2000
In base alle medie climatiche del trentennio 1971-2000, le più recenti in uso, la temperatura media del mese più freddo, gennaio, è attorno a 0 °C, mentre quella del mese più caldo, agosto, è di 17,7 °C; mediamente si contano 85 giorni di gelo all'anno. Nel trentennio esaminato, i valori estremi di temperatura sono i +33,0 °C del luglio 1983 e i -18 °C del febbraio 1991.
Le precipitazioni medie annue si attestano a 1535 mm, mediamente distribuite in 108 giorni, con minimo relativo in estate, picco massimo molto accentuato in autunno e massimi secondari in inverno e primavera.
L'umidità relativa media annua fa registrare il valore di 82,4%, il valore più alto tra le stazioni meteo dell'Aeronautica Militare sul territorio italiano, con minimi di 79% a marzo e a luglio e massimo di 88% ad ottobre; mediamente si contano 190 giorni annui con episodi nebbiosi.
Di seguito è riportata la tabella con le medie climatiche e i valori massimi e minimi assoluti registrati nel trantennio 1971-2000 e pubblicati nell'Atlante Climatico d'Italia del Servizio Meteorologico dell'Aeronautica Militare relativo al medesimo trentennio.

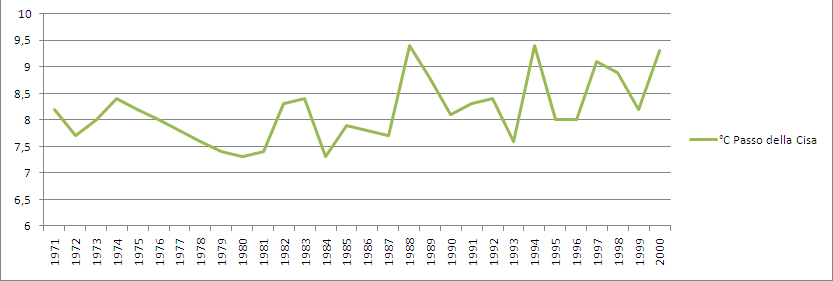
Andamento della temperatura media annua dal 1971 al 2000.

| Passo della Cisa (1971-2000)    | Mesi         | Mesi         | Mesi         | Mesi        | Mesi        | Mesi        | Mesi        | Mesi        | Mesi        | Mesi        | Mesi         | Mesi         | Stagioni | Stagioni | Stagioni | Stagioni | Anno    |
| Passo della Cisa (1971-2000)    | Gen          | Feb          | Mar          | Apr         | Mag         | Giu         | Lug         | Ago         | Set         | Ott         | Nov          | Dic          | Inv      | Pri      | Est      | Aut      | Anno    |
| ------------------------------- | ------------ | ------------ | ------------ | ----------- | ----------- | ----------- | ----------- | ----------- | ----------- | ----------- | ------------ | ------------ | -------- | -------- | -------- | -------- | ------- |
| T. max. media (°C)              | 2,2          | 2,7          | 5,7          | 8,7         | 14,0        | 17,7        | 21,2        | 21,3        | 16,5        | 11,2        | 5,9          | 3,4          | 2,8      | 9,5      | 20,1     | 11,2     | 10,9    |
| T. min. media (°C)              | −2,1         | −1,9         | 0,5          | 3,0         | 7,4         | 10,8        | 13,8        | 14,1        | 10,7        | 6,5         | 1,8          | −0,8         | −1,6     | 3,6      | 12,9     | 6,3      | 5,3     |
| T. max. assoluta (°C)           | 14,2 (1983)  | 13,7 (1998)  | 18,4 (1989)  | 20,0 (2000) | 23,0 (1986) | 27,3 (1996) | 31,8 (1983) | 32,6 (1974) | 25,6 (1971) | 22,0 (1986) | 16,7 (1981)  | 15,2 (1987)  | 15,2     | 23,0     | 32,6     | 25,6     | 32,6    |
| T. min. assoluta (°C)           | −16,0 (1985) | −18,0 (1991) | −15,4 (1971) | −4,8 (1986) | −2,6 (1984) | 2,1 (1986)  | 6,1 (1990)  | 5,0 (1986)  | 1,6 (1972)  | −5,8 (1997) | −10,3 (1988) | −13,0 (1996) | −18,0    | −15,4    | 2,1      | −10,3    | −18,0   |
| Giorni di calura (Tmax ≥ 30 °C) | 0            | 0            | 0            | 0           | 0           | 0           | 0           | 0           | 0           | 0           | 0            | 0            | 0        | 0        | 0        | 0        | 0       |
| Giorni di gelo (Tmin ≤ 0 °C)    | 22           | 18           | 13           | 5           | 0           | 0           | 0           | 0           | 0           | 1           | 9            | 17           | 57       | 18       | 0        | 10       | 85      |
| Precipitazioni (mm)             | 131,1        | 100,0        | 108,8        | 145,8       | 105,8       | 101,3       | 44,1        | 67,1        | 135,3       | 225,9       | 220,9        | 149,3        | 380,4    | 360,4    | 212,5    | 582,1    | 1 535,4 |
| Giorni di pioggia               | 10           | 7            | 9            | 13          | 11          | 8           | 5           | 6           | 8           | 11          | 11           | 9            | 26       | 33       | 19       | 30       | 108     |
| Giorni di nebbia                | 20           | 17           | 18           | 19          | 17          | 14          | 10          | 11          | 16          | 23          | 21           | 18           | 55       | 54       | 35       | 60       | 204     |
| Umidità relativa media (%)      | 81           | 81           | 79           | 82          | 81          | 83          | 79          | 80          | 84          | 88          | 87           | 84           | 82       | 80,7     | 80,7     | 86,3     | 82,4    |

### Dati climatologici 1961-1990
In base alla media trentennale di riferimento 1961-1990, ancora in uso per l'Organizzazione meteorologica mondiale e denominato Climate Normal (CLINO), la temperatura media del mese più freddo, gennaio, si attesta attorno ai -0,8 °C; quella del mese più caldo, luglio, è di +17,3 °C ma con elevatissima escursione termica giornaliera. Mediamente, si contano 93 giorni di gelo all'anno. Nel medesimo trentennio, la temperatura minima assoluta ha toccato i -16,0 °C nel gennaio 1985 (media delle minime assolute annue di -10,9 °C), mentre la massima assoluta ha fatto registrare i +33,0 °C nel luglio 1983 (media delle massime assolute annue di +27,8 °C).
Le precipitazioni medie annue, superiori ai 1500 mm, si distribuiscono in 113 giorni e risultano abbondanti in tutte le stagioni, con un minimo relativo estivo.
L'umidità relativa media annua si attesta a 84,6%, il valore più alto tra le stazioni meteo dell'Aeronautica Militare sul territorio italiano, con minimi di 81% a gennaio, a marzo e a luglio e massimo di 89% ad ottobre.

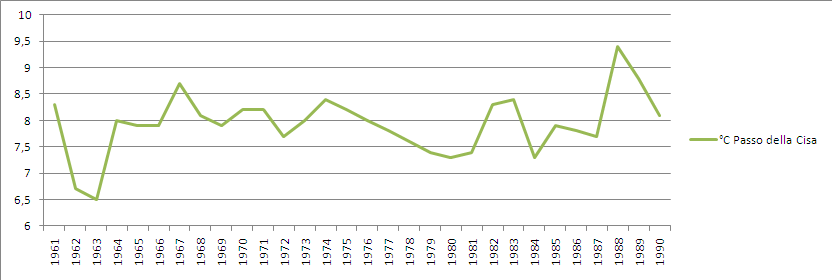
Andamento della temperatura media annua dal 1961 al 1990.

| Passo della Cisa (1961-1990) | Mesi         | Mesi         | Mesi         | Mesi        | Mesi        | Mesi        | Mesi        | Mesi        | Mesi        | Mesi        | Mesi         | Mesi         | Stagioni | Stagioni | Stagioni | Stagioni | Anno    |
| Passo della Cisa (1961-1990) | Gen          | Feb          | Mar          | Apr         | Mag         | Giu         | Lug         | Ago         | Set         | Ott         | Nov          | Dic          | Inv      | Pri      | Est      | Aut      | Anno    |
| ---------------------------- | ------------ | ------------ | ------------ | ----------- | ----------- | ----------- | ----------- | ----------- | ----------- | ----------- | ------------ | ------------ | -------- | -------- | -------- | -------- | ------- |
| T. max. media (°C)           | 1,5          | 2,3          | 5,2          | 9,2         | 14,1        | 18,0        | 21,4        | 20,9        | 17,0        | 11,8        | 6,2          | 2,9          | 2,2      | 9,5      | 20,1     | 11,7     | 10,9    |
| T. min. media (°C)           | −3,0         | −2,2         | 0,0          | 3,0         | 7,0         | 10,4        | 13,1        | 13,1        | 10,5        | 6,5         | 1,9          | −1,6         | −2,3     | 3,3      | 12,2     | 6,3      | 4,9     |
| T. max. assoluta (°C)        | 14,2 (1983)  | 13,3 (1967)  | 18,4 (1989)  | 22,3 (1968) | 25,2 (1969) | 27,8 (1968) | 31,8 (1983) | 32,6 (1974) | 25,6 (1971) | 22,0 (1986) | 16,7 (1981)  | 15,4 (1961)  | 15,4     | 25,2     | 32,6     | 25,6     | 32,6    |
| T. min. assoluta (°C)        | −16,0 (1985) | −14,8 (1963) | −15,4 (1971) | −5,0 (1970) | −2,6 (1984) | 1,7 (1969)  | 4,8 (1970)  | 5,0 (1986)  | 1,6 (1972)  | −2,7 (1971) | −10,3 (1988) | −12,2 (1961) | −16,0    | −15,4    | 1,7      | −10,3    | −16,0   |
| Giorni di gelo (Tmin ≤ 0 °C) | 24           | 19           | 15           | 5           | 0           | 0           | 0           | 0           | 0           | 1           | 9            | 20           | 63       | 20       | 0        | 10       | 93      |
| Precipitazioni (mm)          | 139,0        | 116,1        | 128,4        | 143,8       | 113,4       | 98,7        | 49,2        | 80,8        | 103,6       | 190,6       | 216,3        | 153,9        | 409,0    | 385,6    | 228,7    | 510,5    | 1 533,8 |
| Giorni di pioggia            | 11           | 10           | 11           | 12          | 11          | 8           | 6           | 7           | 7           | 10          | 11           | 9            | 30       | 34       | 21       | 28       | 113     |
| Umidità relativa media (%)   | 81           | 86           | 81           | 85          | 83          | 85          | 81          | 83          | 86          | 89          | 88           | 87           | 84,7     | 83       | 83       | 87,7     | 84,6    |

## Valori estremi

### Temperature estreme mensili dal 1946 ad oggi
Nella tabella sottostante sono riportate le temperature massime e minime assolute mensili, stagionali ed annuali dal 1946 ad oggi, con il relativo anno in cui si queste si sono registrate: nel quarantennio, la minima assoluta ha toccato i -18,8 °C nel gennaio 1947, mentre la massima assoluta ha fatto registrare i +32,6 °C nell'agosto 1974.
| Passo della Cisa (1946-2023) | Mesi         | Mesi         | Mesi         | Mesi        | Mesi        | Mesi        | Mesi        | Mesi        | Mesi        | Mesi        | Mesi         | Mesi         | Stagioni | Stagioni | Stagioni | Stagioni | Anno  |
| Passo della Cisa (1946-2023) | Gen          | Feb          | Mar          | Apr         | Mag         | Giu         | Lug         | Ago         | Set         | Ott         | Nov          | Dic          | Inv      | Pri      | Est      | Aut      | Anno  |
| ---------------------------- | ------------ | ------------ | ------------ | ----------- | ----------- | ----------- | ----------- | ----------- | ----------- | ----------- | ------------ | ------------ | -------- | -------- | -------- | -------- | ----- |
| T. max. assoluta (°C)        | 15,0 (2007)  | 15,0 (1958)  | 18,4 (1989)  | 22,3 (1968) | 25,8 (1953) | 29,5 (1952) | 31,8 (1952) | 32,6 (1974) | 27,4 (1953) | 22,0 (1986) | 18,0 (1947)  | 15,4 (1961)  | 15,4     | 25,8     | 32,6     | 27,4     | 32,6  |
| T. min. assoluta (°C)        | −18,8 (1947) | −18,0 (1991) | −15,4 (1971) | −6,0 (1956) | −4,4 (1957) | 1,7 (1953)  | 4,0 (1954)  | 5,0 (1986)  | 1,6 (1972)  | −5,8 (1950) | −10,3 (1988) | −13,0 (1996) | −18,8    | −15,4    | 1,7      | −10,3    | −18,8 |

### Temperature estreme decadali dal 1946 in poi
Di seguito sono riportate le temperature estreme decadali registrate dal 1946 in poi, con la relativa data in cui si sono verificate.
| Decadi          | Temperature massime assolute e relative date                       | Temperature minime assolute e relative date        |
| --------------- | ------------------------------------------------------------------ | -------------------------------------------------- |
| 1°-10 gennaio   | +11,0 °C il 1º gennaio 1984 e il 6 gennaio 2013                    | -18,8 °C il 6 gennaio 1947                         |
| 11-20 gennaio   | +15,0 °C il 19 gennaio 2007                                        | -13,5 °C il 14 gennaio 1963                        |
| 21-31 gennaio   | +14,2 °C il 27 gennaio 1983 e il 28 gennaio 2008                   | -15,5 °C il 22 gennaio 1963                        |
| 1°-10 febbraio  | +12,5 °C il 5 febbraio 1995                                        | -18,0 °C il 7 febbraio 1991                        |
| 11-20 febbraio  | +15,0 °C il 15 febbraio 1958                                       | -15,6 °C il 15 febbraio 1956                       |
| 21-29 febbraio  | +13,5 °C il 26 febbraio 1991                                       | -11,0 °C il 24 febbraio 1993 e il 28 febbraio 2005 |
| 1°-10 marzo     | +17,0 °C il 10 marzo 1994                                          | -15,4 °C il 6 marzo 1971                           |
| 11-20 marzo     | +15,9 °C il 17 marzo 1997                                          | -10,4 °C il 12 marzo 1956                          |
| 21-31 marzo     | +18,4 °C il 27 marzo 1989                                          | -8,4 °C il 22 marzo 1958                           |
| 1°-10 aprile    | +20,5 °C l'8 aprile 1961                                           | -6,0 °C l'8 aprile 1956                            |
| 11-20 aprile    | +22,3 °C il 20 aprile 1968                                         | -4,8 °C il 14 aprile 1986                          |
| 21-30 aprile    | +21,8 °C il 23 aprile 1968                                         | -4,2 °C il 22 aprile 1959                          |
| 1°-10 maggio    | +22,4 °C il 5 maggio 2003                                          | -4,4 °C il 7 maggio 1957                           |
| 11-20 maggio    | +25,8 °C il 19 maggio 1953                                         | +1,0 °C il 12 maggio 1961                          |
| 21-31 maggio    | +24,8 °C il 28 maggio 1956                                         | -1,8 °C il 22 maggio 1961                          |
| 1°-10 giugno    | +27,3 °C il 10 giugno 1996                                         | +1,7 °C il 4 giugno 1953 e il 6 giugno 1969        |
| 11-20 giugno    | +27,2 °C l'11 giugno 1996 e il 14 giugno 2003                      | +3,8 °C il 12 giugno 1967                          |
| 21-30 giugno    | +29,5 °C il 30 giugno 1952                                         | +5,0 °C il 23 giugno 1995 e il 21 giugno 2010      |
| 1°-10 luglio    | +31,8 °C il 7 luglio 1952                                          | +4,0 °C il 6 luglio 1954                           |
| 11-20 luglio    | +29,6 °C il 19 luglio 1969                                         | +4,8 °C il 16 luglio 1970                          |
| 21-31 luglio    | +31,8 °C il 26 luglio 1983                                         | +6,0 °C il 31 luglio 1954                          |
| 1°-10 agosto    | +30,5 °C il 10 agosto 2003                                         | +6,4 °C il 7 agosto 1985                           |
| 11-20 agosto    | +32,6 °C il 16 agosto 1974                                         | +5,5 °C il 16 agosto 1954                          |
| 21-31 agosto    | +28,4 °C il 21 agosto 1974                                         | +5,0 °C il 30 agosto 1986                          |
| 1°-10 settembre | +27,4 °C il 2 settembre 1953                                       | +4,0 °C il 10 settembre 1960                       |
| 11-20 settembre | +24,5 °C il 16 settembre 1951                                      | +2,9 °C il 17 settembre 1971                       |
| 21-30 settembre | +24,2 °C il 22 settembre 1985                                      | +1,6 °C il 27 settembre 1972                       |
| 1°-10 ottobre   | +22,0 °C il 4 ottobre 1986                                         | 0,0 °C l'8 ottobre 1956                            |
| 11-20 ottobre   | +19,0 °C il 15 ottobre 1958, l'11 ottobre 1970 e l'11 ottobre 2011 | -1,4 °C il 16 ottobre 1974                         |
| 21-31 ottobre   | +21,6 °C il 23 ottobre 1971                                        | -5,8 °C il 29 ottobre 1950 e il 30 ottobre 1997    |
| 1°-10 novembre  | +16,7 °C il 3 novembre 1981                                        | -6,0 °C il 5 novembre 1988                         |
| 11-20 novembre  | +16,2 °C il 18 novembre 1964                                       | -8,0 °C il 20 novembre 1993                        |
| 21-30 novembre  | +18,0 °C il 22 novembre 1947                                       | -10,3 °C il 24 novembre 1988                       |
| 1°-10 dicembre  | +14,4 °C il 4 dicembre 1967                                        | -11,2 °C il 3 dicembre 1973                        |
| 11-20 dicembre  | +15,4 °C il 12 dicembre 1961                                       | -12,2 °C il 17 dicembre 1961                       |
| 21-31 dicembre  | +15,2 °C il 21 dicembre 1987                                       | -13,0 °C il 29 dicembre 1996                       |